# NAMI
NAMI (ros. НАМИ, wcześniej NATI - ros. НАТИ) – radziecki, następnie rosyjski instytut badawczo rozwojowy przemysłu samochodowego i silnikowego.

## Historia
Początki instytutu wywodzą się z powołanego w 1918 roku Naukowego Laboratorium Samochodowego (NAŁ). W 1920 roku przekształcono go w NAMI - Naukowy Instytut Samochodowo-silnikowy (Naucznyj awtomotornyj institut - Научный автомоторный институт, НАМИ). W 1932 roku przemianowano go na NATI - Naukowy Instytut Samochodowo-traktorowy (Naucznyj awtotraktornyj institut - Научный автотракторный институт, НАТИ).
W 1946 roku od NATI oddzielono część zajmującą się traktorami, w związku z czym powrócono do nazwy NAMI, obecnie rozwijanej jako Naukowo-badawczy Instytut Samochodowy i Samochodowo-silnikowy (Nauczno-issledowatielskij awtomobilnyj i awtomotornyj institut - Научно-исследовательский автомобильный и автомоторный институт). Część zajmująca się traktorami została podporządkowana Ministerstwu Rolniczego Przemysłu Maszynowego i pozostała przy skrócie NATI, oznaczającym teraz Naukowo-badawczy Instytut Traktorowy (Научно-исследовательский тракторный институт).